# Artisti che hanno partecipato all'Estival Jazz
Questa è la lista di artisti che hanno partecipato all'Estival Jazz

## Artisti per anno

### 1977
L'edizione del festival del 1977 ha visto partecipare i seguenti artisti:
Template:Colbegin
- Archie Shepp, con Mal Waldron, Wilbure Little, Clifford Jarvis.

### 1978
L'edizione del festival del 1978 ha visto partecipare i seguenti artisti:
Template:Colbegin
- Elvin Jones "Jazz Machine", con Roland Price, Andy McCloud, Micle Stuart, Pat Labarbera
- Gary Burton Quartet, con Tiger Okoshi, Steve Swallow, Gary Chaffee
- Don Cherry Trio, con Nana Vasconcelos, Colin Walcott
- Mal Waldron Trio, con Joachim Knauer, Klaus Weiss
- Dollar Brand
- Raphael Fays

### 1979
L'edizione del festival del 1978 ha visto partecipare i seguenti artisti:
Template:Colbegin
- Dizzy Gillespie Sextet
- Art Ensemble of Chicago
- Ambrosetti All Stars, con Franco Ambrosetti, Flavio Ambroestti, George Gruntz, Miroslav Vitous, Fredy Studer
- Woody Shaw Quintet, con Allen Gumbs, Carter Jefferson, Stafford James, Victor Lewis
- Dexter Gordon Quartet, con Albert Bailey, Rufus Reid, Eddie Gladden
- Joe Henderson Quartet, con Mal Waldorn, Jon Lockwood, Makaya Nthsoko
- Giorgio Meuwly Trio, con Guido Parini, W Schmocker

### 1980
L'edizione del festival del 1980 ha visto partecipare i seguenti artisti:
Template:Colbegin
- George Coleman Octet
- Chet Baker Group, con Nicola Stilo, Riccardo Del Fra, Carl Ratzer, Tullio De Piscopo
- Johnny Griffin Quartet, con Ronnie Mathew, Ray Drummond Kenny Washington
- Dave Liebman Quintet, con Terumasa Hino, John Scofield, Ron McLure, Adam Nussbaum
- George Adam & Don Pullen Quarteto, con Cameron Brown, Dannie Richmond

### 1981
L'edizione del festival del 1981 ha visto partecipare i seguenti artisti:
Template:Colbegin
- Mingus Dinasty, con Randy Brecker, Sir Roland Hanna, Billy Hart, Mike Richmond, Clifford Jordan
- Mongo Santamaría, con Allen Hoist, Lee SMith, Doug Harris, Milton Hamilton, Stratton E. Howlett, Thomas B. Willarny, Daryl Burgee
- Dollar Brand "African Group", con Carlos Ward, Rachiim Asur Sahu, Andrey Strobert
- Alphonse Mouzon Quintet, con Walton Gate, Barnaby Fanth, Rick Hanna, Mike Carnahan
- Lester Bowie Quintet
- Clarence Gatemouth Brown and Gate's Express
- Willie Mabon, con Guido Parini
- Swiss Drums Orchestra
- José Barrense Dias
- Cooper Terry
- "Ensemble", con Giorgio Meuwly, W Schmocker, Guido Parini, Bob Morgenthaler, Thomas Grunwald

### 1982
L'edizione del festival del 1982 ha visto partecipare i seguenti artisti:/>
Template:Colbegin
- Toshiko Akiyoshi & Lew Tabackin Big Band
- Steps, con Mike Brecker, Mike Mainieri, Peter Erskine, Eddie Gomez, Don Grolnick
- "Jezztet Reunion", con Benny Golson, Art Farmer, Curtis Fuller, Rufus Reid, Albert Tootie Heath, Mickey Tucker
- Lester Bowie "from the Roots to the Source"
- Jazz Community

### 1983
L'edizione del festival del 1983 ha visto partecipare i seguenti artisti:
Template:Colbegin
- Herbie Hancock trio, con Ron Carter, Billy Cobham
- Gil Evans Big Bang
- Luise Bellson Big Bang
- Billy Cobham, con Dean Brown, Brecker Brothers, Gil Goldstein, Tim Landers, Tom Malone, Mike Mainieri, Lou Soloff
- Bob Weir & "The Midnites", con Bobby Cochran, Alphonso Johnson, Dave Garland, Billy Cobham
- Art Blakey and the Jazz Messengers, con Terrence Blanchard, Jean Toussaint, Donald Harrison, John O'Neal, Charles Fambrough
- Max Roach Double Quartet, con Cecil Bridgewater, Odeon Pope, Calvin Hill, Gayle Dixon, Diane Dixon, Maxine Roach, Akva Dixon
- Bobby Hutcherson Group, con Tete Montoliu, Jackie McLean, Herbie Louis, Billy Higgins
- Tone Jansa Quartet, con Dejan PEcenko, Adelhard Roidinger, Ratko Divjak
- Machito and his Salsa Big Band
- Jasata & Riccardo Garzoni, con Beat Wenger, Beat Affolter, Markus Plattner, Stefan Kurmann, Guido Parini

### 1984
L'edizione del festival del 1984 ha visto partecipare i seguenti artisti:
Template:Colbegin
- George Adams & Don Pullen Quartet, con Danny Richmond, Cameron Brown
- Archie Shepp
- Mal Waldron & Woody Shaw Quintet, con Charlie Rouse, Reggie Workmann, Ed Blackwell
- Benny Wallace and "The Wings of Song", con Ray Anderson, Mike Richmond, Thom Walley, Marybell Porter, Lora Hill, Patricia Conley, Frances Jenkins
- Lou Blackburn
- "Copilots", con Bill Pierce, Riccardo Garzoni, Guido Parini, Michel Poffet
- Chick Corea & Steve Kujala
- George Robert Quartet
- Michel Petrucciani Trio
- Dado Moroni
- Ticino Jazz '84, con Phil Woods, Charlie Jordan, Hendrie Texier, Franco Ambrosetti, Riccardo Garzoni, Guido Parini

### 1985
L'edizione del festival del 1985 ha visto partecipare i seguenti artisti:
Template:Colbegin
- Jimmy Witherspoon Quartet
- Roazy
- Bobby McFerrin
- Astrud Gilberto Band, con Marcelo Gilberto, David Sacks, Gil Goldstein, Eduardo Da Fonseca
- Miriam Makeba Show
- Franco Ambrosetti Quintet, con George Gruntz, Steve Coleman, J.F. Jenny Clark, Daniel Humair
- McCoy Tyner Trio & Pharoah Sanders
- Sun Ra
- Jack DeJohnette "Special Edition"
- Mel Lewis Orchestra
- Swiss Jazz Contest

### 1986
L'edizione del festival del 1986 ha visto partecipare i seguenti artisti:
Template:Colbegin
- John McLaughlin's Mahavishnu Orchestra, con Bill Evans, Jim Beard, Jonas Hellborg, Danny Gottlieb
- Ray Charles
- Carla Bley Sextet, con Steve Swallow, Wayne Krantz, Victor Lewis, Larry Willis, Don Alias
- Milt Jackson/Ray Brown Quartet, con Stanley Turrentine
- Ray Brown & Carmen McRae
- Keith Jarrett, Gary Peacock, Jack DeJohnette
- Jon Hendricks and Co, con Judith Hendricks, Kim Lindsay, Mart Ledford, Cyrus Chestnut, Larry Gales, Al Levitt

### 1987
L'edizione del festival del 1987 ha visto partecipare i seguenti artisti:
Template:Colbegin
- Miles Davis, con Kenny Garrett, Gary Thomas, Bobby Irving, Adam Holzman, Joe McCreary, Darryl Jones, Mino Cinelu, Rick Weldman
- 29th Street Saxophone Quartet
- Freddy Hubbard and Stachmo Legay, con Al Grey, Alvin Batiste, Al Casey, Red Callender, Kirk Lightsey, Alan Dawson
- Wayne Shorter Quintet, con Jim Beard, Carl James, Terri Lyne Carrington, Marlyn Mazur
- Max Laesser's Ark, con Christoph Stiefel, Christian Ostermeier, Thomas Jordi, Andreas Wittie, Willi Kotoun
- "Jazzfunk Express", con Riccardo Garzoni, Guido Parini, Paolo Franchini, Federico Schneider
- Tania Maria, con Onex Aquino, Thelmo Martins Porto, Leo Traversa
- "The Crusaders",con Wilton Felder, Joe Sample, Reichii Guillory, Eddie Davis, David Walker, James Earl, Scott Peaker
- Marc Jundt Quartet

### 1988
L'edizione del festival del 1988 ha visto partecipare i seguenti artisti:>
Template:Colbegin
- Slickaphonics
- Horace Silver Sextet, con Vinnie Cutro, Ralph Bowen, Phil Bowler, Carl Burnett, Andy Bey
- Cab Calloway, con Chris Calloway, The William BRothes and "The Hi-De-Ho Orchestra", diretta da Danny Holgate
- Airto Moreira & Flora Purim's Brasilian Show
- Art Blakey and the Jazz Messengers
- "Happy Birthday Estival", con Franco Ambrosetti, Flavio Ambrosetti, Riccardo Garzoni, Oliviero Giovannoni, Giorgio Meuwly, Danilo Moccia, Guido Parini, Michele Vaggi
- Lester Bowie's "Brass Fantasy", con Malachi Thompson, Stanton Davis, Rasul Siddik, Vincent Chansey, Frank Lacy, Steve Turre, Bob Stewart, Philip Wilson, Don Moye
- McCoy Tyner & Elvin Jones
- Curtis Mayfield, con Benny Scott, Lee Goodness, Frank Amato, Henry Gibson
- Randy Weston, con Sam Kelly, Tom Mckenzie, Talib Klbuve and African Rhythms
- Michel Petrucciani/Gary Peacock/Roy Haynes
- Yellowjackets, con Russell Ferrante, Jimmy Haslip, Marc Russo, Will Kennedy
- Ruby Turner, con Roy Adams, Robert Innis, Nigel Richards, Robert Wilson, Beverly Brown, Richard Bailey
- Abdullah Ibrahim and Ekaya, con Ricky Ford, Craig Handy, Charles Davis, Essiet Okun Essiet, Tony Rheedus, Dick Griffin, Sathima Bea Benjamin

### 1989
L'edizione del festival del 1989 ha visto partecipare i seguenti artisti:
Template:Colbegin
- Timna Brauer & Eli Meiri's Orient, con Jojo Mayer
- "Willem Breuker Kollektief", con Andre Goudbeek, Peter Barkema, Andy Altenfelder, Boy Raaymakers, Chirs Abelen, Bernard Hunnekink, Hendk de Jonge, Arjen Gorter, Rob Verdurmen
- "The Leaders", con Arthur Blythe, LEster Bowie, Chico Freeman, Kirk Lightsey, Cecil McBee, Don Moye
- Art Blakey, Guido Parini, Oliviero Giovannoni
- The Luther Allison Band, con Bernard Allison
- Eddie Harris  Quartet, con Ronald Muldrow, Ray Peterson, Norman Fearrington
- The Michael Brecker Band, con Franco Ambrosetti, Mike Stern, Joseph Calderazzo, Jeff Andrew, Adam Nussbaum
- "The Zawinul Syndicate", con Joe Zawinul, Lisa Calloway, Carl Andreson, Darry Munyungo, Gerald Veasley, Cornell Rochester, Scott Henderson
- "Tuck and Patty", con Patti Cathcart, Tuck Andress
- Monty Alexander's Ivory and Steel Jamboree with Othello Molineaux, Len "Boogsie" Sharp, Marshall Wood, Bernard Montgomery, Marvin Smith, Robert Thomas
- Stan Getz Quartet with Kenny Barron, Ray Drummond, Benny Riley
- Stanley Jordan Quartet with Bernard Whright, Yossi Fine, Kenwood Dennard

### 1990
L'edizione del festival del 1990 ha visto partecipare i seguenti artisti:
Template:Colbegin
- "M-Base Collective", con Steve Coleman, Greg Osby, Robin Eubanks, Jimmy Cozier, David Gilmore, James Weidmann, Reggie Washington, Kevin Bruce Harris, Marvin Smith, Mark Leadford
- Dee Dee Bridgewater with Harold Danko, Hein Van De Gueyn, Andre Ceccarelli
- Bobby Watson and Riccardo Garzon
- Sun Ra and His "Omniverse ultra 21st Century Arkestra" with Le Sony'r Ra, Fred Adams, Christopher Capers, Michael Ray, Jothan Callins, Marshall Allen, John Gilmore, Tyrone Hill, John Ore, Buster Smith, Elson Nascimento, Clifford Barbaro, June Tyson, Noel Scott
- "Itchy Fingers" with Mike Mower, John Graham, Peter Long, Tim Holmes
- The Dizzy Gillespie united Nation All-Star Orchestra with Paquito D'Rivera, Slide Hampton, James Moody, Airto Moreira, Flora Purim, Arturo Sandoval, Ignacio Berroa, Ed Cherry, Jose Giovanni Hidalgo, John Lee, Danilo Perez, Mario Rivera, Claudio Roditi, Steve Turre
- B.B. King with W King, Leon Warren, Tony Toney, James Bolden, Melvin Jackson, Michael Doster, Calep Emphrey
- Bobby Watson and Horizon with Edward Simon, Carrol Dashiell, Melton Mustafa, Victor Lewis
- Max Roach with Chorus: Karen Jackson, Lucile Jacobsen, Florence Jackson, Sarah Ann Rodgers, Robin Balfour, Vanessa Theard, Christopher Pickens, Abraham Shelton, Larry Stephens, Adolpho Griffith Jr., Greg Jones, Frank Walker, direttore musicale Jon L. Motley and Orchestra with Tyron Brown, Odean Pope, Cecil Bridgewater, George Cables, Eli Fountain
- "The Blues Brothers Band" with Steve Cropper, Donald "Duck" Dunn, Matt "Guitar" Murphy, Eddie Floyd, Larry Thurston, Tom Malone, Lou Marini, Danny Gottlieb, Leon Pendavis

### 1991
L'edizione del festival del 1991 ha visto partecipare i seguenti artisti:
Template:Colbegin
- "Vocal Summit", con Jay Clayton, Urszula Dudziak, Michele Hendricks, Norma Winstone, Guido Parini, Antonio Farao, Hami Hammerli
- "Itchy Fingers" with John Graham, Tim Holmes, Pete Long, Mike Mower
- George Gruntz Concert Jazz Band with Marvin Stamm, John D'Earth, Jack Walrath, Wallace Roney, John Clark, Tom Varner, David Bargeron, Earl Mc Intyre, David Taylor, Howard Johnson, Sal Giovanni, Jerry Bergonzi, Larry Schneider, Bob Malach, Mike Richmond, John Riley, Franco Ambrosetti
- Mike Stern/Bob Berg Band with Lincoln Goines, Dennis Chambers
- James Morrison Quartet with Jonathan Zwarts, John Morrison, Steve Brien
- Benny Carter's "Swing America" with Harry "Sweets" Edison, Al Grey, Marian Mc Partland, Milt Hinton, Louie Bellson
- Ornette Coleman and Prime Time with Denardo Coleman, Dave Bryant, Al Mac Dowell, Ken Wessel, Chris Rosenberg, Badal Roy
- Mike Mainieri and Steps Ahead with Victor Bailey, Steven Smith, James Tunnell, Rachel Nicolazzo, Bendik Hofseth
- Gonzalo Rubalcaba Quartet with Reinaldo Melian, Horacio Hernandez, Felipe Cabrera
- "The Manhattan Transfer": Janis Siegel, Tim Hauser, Cheryl Bentyne, Alan Paul with Chris Hunter, Jamie Glaser, Alejandro Fearon, Thomas W.Campbell, Francisco J.Colon
- Etta James with Richard Howell, Ronnie Buttacavoli, Kraig Kilby, David Matthews, Josh Sklair, Bobby Murray, Bobby Vega, Herman Ernest, Donto James
- Elvin Jones "Jazz Machine" with Sonny Fortune, Ravi Coltrane, Willie Pickins, Chip Jackson

### 1992
L'edizione del festival del 1992 ha visto partecipare i seguenti artisti:
Template:Colbegin
- Franco Ambrosetti Jazz Band, con Jerry Bergonzi, George Gruntz, Miroslav Vitous, Daniel Humair
- Roots "Salutes the Saxophone" with Arthur Blythe, Nathan Davis, Chico Freeman, Sam Rivers, Don Pullen, Santi Debriano, Thommy Campbell
- "Mambo! Mario Bauza's Afro-Cuban Jazz Orchestra" featuring Graciela and Rudi Calzado with Yolando Maldonado, Tatyana Calzado, Ross Konikoff, Raymond Vega, Victor Paz, Rolando Briceno, Enrique Fernandez, Eddie Alex, Pablo Calogero, Dioris Rivera, Joe Gonzales, Papo Pepin, Bobby Sanabria, Guillermo Edghill, Marcus Persiani, Gerry Chamberlain, Noah Bless
- "New York Jazz Giants" with Jon Faddis, Bobby Watson, Lew Tabackin, Tom Harrell, Mulgrew Miller, Ray Drummond, Carl Allen
- A tribute to Miles Davis featuring Herbie Hancock, Wayne Shorter, Ron Carter, Wallace Roney, Tony Williams
- Dianne Reeves Group with Vince Evans, Chris Severin, Billy Kilson, Dr. Gibbs
- Lester Bowie's New York Organ Ensemble with Julian Preister, James Carter, Amina-Claudine Myers, Calvin Bell, Famadou Don Moye
- Chick Corea and Friends with Steve Gadd, Eddie Gomez, Bob Berg
- "Blood Sweet and Tears" with David Clayton-Thomas, Steve Guttman, Jerry Sokolov, Charlie Gordon, Chuck Fisher, Larry De Bari, Glenn Mc Clelland, Gary Foote, Niel Compalongo
- Vinx and the Barking Feet with Munyungo Jackson, Bill Summers, Mark Smith, Angel Figueroa

### 1993
L'edizione del festival del 1993 ha visto partecipare i seguenti artisti:
- McCoy Tyner Quartet feat. Bobby Hutcherson with Avery Sharpe, Aaron Scott
- Friederich Gulda "Concerto for Myself" with Wayne Darling, Michael Honzak, Franco Ambrosetti e with l'Orchestra della Svizzera Italiana
- Maceo Parker and Roots Revisited with Bruno Speight, Will Boulware, Carroll Dashiell, Melvin Parker feat. Fred Wesley and Pee Wee Ellis
- Delfeayo Marsalis Quintet with Victor Atkins, Martin Butler, Mark Turner, Gregg Williams
- Ahmad Jamal Trio with James Cammack, David Bowler
- The Art Ensemble of Chicago with Lester Bowie, Roscoe Mitchell, Joseph Jarman, Malachi Favors, Famadou Don Moye plays tribute of The Chicago Blues Tradition with Chicago Beau, Herb Walker, Amina-Claudine Myers, Frank Lacy, James Carter
- Tania Maria's Nouvelle Vogue with Mitch Stein, Tom Barney, Buddy Williams, Don Allas
- "Blob (Blue Library of Bubbles)" with Lars Lindvall, David Boato, Giancarlo Giannini, Andreas Mittermayer, Nathanael Su, Rodrigo Botter Maio, Mathias Baumann, Otmar Kramis, Giovanni Moltoni, Herbie Kopf, Norbert Pfamatter, Roberto Domeniconi
- Michel Camilo "The Original Trio" with Dave Weckel, Antony Jackson
- "The Brecker Brothers" with Michael Brecker, Randy Brecker, Dean Brown, George Whitty, James Genus, Lenny White
- Tito Puente's Golden Men of Latin Jazz feat. James Moody with Mongo Santamaria, Giovanni Hidalgo, Charlie Sepulveda, Dave Valentin, Hilton Ruiz, Andy Gonzales, Ignacio Berroa
- Greg Osby and Street Jazz with Mustafo e Dad Newz, Master T, Darrel Grant, Calvin Jones, Bill McCellan

### 1994
L'edizione del festival del 1994 ha visto partecipare i seguenti artisti:
- Horace Silver Quintet with James "Red" Holloway, George Bohanan, W Maize, Sherman Ferguson
- Charlie Byrd Trio with Joe Byrd, Chuck Red
- Luluk Purwanto and The Helsdingen Trio with Rene Van Helsdingen, Kent Brinkley, Donald Dean
- Max Roach and Kay G. Roberts with the Orchestra della Svizzera Italiana
- Jose Feliciano with Kenneth Owens, Wendell Mcneal IV, Robert Conti, Gregory Smith
- Roy Ayers and ubiquity with Mark Adams, Denny Davis, Donald Nicks, Richard Shade
- Hal Crook Quartet with Antonio Faraˆ, W Schmoker, Guido Parini
- The Gateway Trio with Jack DeJohnette, John Abercrombie, Dave Holland
- Horace Silver and The Silver Brass Ensemble with James "Red" Holloway, Sherman Ferguson, George Bohanan, Greg Gisbert, W Maize, Yvonne Moriority, Maurice Spears, Ronald Stout, Robert Summer"
- The Tour of Hope" feat. Miriam Makeba and Hugh Masekela
- Terence Blanchard Quintet with Jeanie Bryson, Bruce Barth, Chris Thomas, Troy Davis
- Joe Henderson Quartet with Al Foster, George Mraz, Bheki Mseleku
- Randy Crawford with Leon Bisquera, Gary Bias, Alan Hinds, Roberto Vally, Enzo Todesco
- Djavan and Grupo with Kiro, Glauton Campello, Arthur Maia, Carlos Gomes

### 1995
L'edizione del festival del 1995 ha visto partecipare i seguenti artisti:
- Gary Burton and Makoto Ozone
- Dianne Reeves Quartet with David Torkanovsky, Clarence Penn, Chris Severin and Kay G. Roberts with the Orchestra della Svizzera Italiana
- "The Free Spirit" with John McLaughlin, Dennis Chambers, Joey DeFrancesco
- "Swiss Youth Jazz Orchestra" feat. Franco Ambrosetti, Wayne Bergeron, Fritz Renold, Bobby Watson, Jerry Bergonzi, Skip Norcott, Christian Jacob, Mike Richmond, Aadam Nussbaum + 20 Swiss Jazz
- Stanley Jordan
- "Caribbean Jazz Project" with Paquito D'Rivera, Andy Narell, Dave Samuels, Ned Mann, Ed uribe, Helio Alvarez
- Tito Puente with Jose Jerez, Reynaldo Jorge, Mario Rivera, Robert Porcelli, Sonny Bravo, Robert Rodriguez, Jose Madera, Ray Vega, Johnny Rodriguez
- Steve Grossman's New Blod with Aldo Zunino, Fabio Grandi
- Chick Corea
- Gilberto Gil Acoustic Group with Lucas Santana, Celso Fonseca, Arthur Maia, Edu Szajnbrum, Jorge Gomes
- Eddie Palmieri Octet with Brian Lynch, Donald Harrison, Conrad Herwig, Richie Flores, Anthony Carrillo, Jose Claussell, John Benitez

### 1996
L'edizione del festival del 1996 ha visto partecipare i seguenti artisti:
- Harald Haerter Quartet feat. Dewey Redman with Philp Schaufelberger, Bonz Oester, Marcel Papaux
- Nnenna Freelon with Bill Anschell, John David Ormond, Woody Williams
- "YellowJackets": Russel Ferrante, Jimmy Haslip, William Kennedy, Bon Mintzer
- Rodrigo Botter Maio "Jazz Via Brazil" feat. Juan Munguia with Thomas Silvestri, Eduardo Dudu Penz, Kaspar Rast
- Marc Whitfield with Victor Atkins, Roland Guerin, Donald Edwards
- Tania Maria with Tom Kennedy, Kim Plainfield, Sammy Figueroa
- Dave Brubeck with Randy Jones, Bobby Militello, Jack Six and Russel S.Gloyd with the Orchestra della Svizzera Italiana
- Arturo Sandoval with Chip McNeil, David Enos, Chip Stephens, Willy Jones III, Eguie Castrillo
- "In Touch With": Ray Charles with "The Raelettes" and "The Ray Charles Orchestra"
- "Swiss Youth Jazz Orchestra" feat. Randy Brecker with Franco Ambrosetti, Sam Norcott, Billie Pierce, Christian Jakob, Mike Soskin, Fritz Renold, Danny Gottlieb, W Bergeron
- The Manhattan Transfer: Cheryl Bentyne, Tim Hauser, Janis Siegel, Alan Paul in "Tuxedo Junction" with Yaron Gershovsky (dir), Alex Blake, Cliss Almond feat. "The umo Jazz Orchestra" with Pentti Lathi, Mikko Makines, Teemu Salminen, Manual Dunkel, Pertti Paivinen, Markku Veijonsuo, Mikko Mustonen, Pekka Lakkanen, Mikael Langbacka, Esko Heikkine, Timo Paasonen, Tero Saarti, Sami Poyhohnen
- Lester Bowie's Brass and Steel with Don Moye, Joseph "Mac" Gollehon, Tony Lujan, Gerald Brazel, Louis Bonilla, Gary Valente, Vincent Chancey, Earl Mc Intyre, Vinnie Johnson, Anthony Trebuse, Denzil Botus, Anthony Reid, Wilfried Kieal, Len Sharpe
- Jacky Terrasson Trio with ugonna Okegwo, Clarence Penn
- Wayne Shorter Quintet with Jim Beard, David Gilmore, Alphonso Johnson, Rodney Van Holmes
- "Sounds of Blackness" with Gary Hines (dir), Kimberly Brown, Core Cotton, Robert Edwards, Terrence Frierson, Shirley Graham, Carrie Harrington, Geoffrey Jones, Patricia Lacy, Lula Nesby, Larry Sims, Billy Steele, James Wright, Michael Scott, Mark Haynes, Daryl Boudreaux, Perry Graham
- Manu Dibango with Jerry Makelani, Frederic Gaillardet, Daniel Rallo, Laurent Coatalen, Thierry Arpino, Willy Nfor Ngeh, Peter "Thollo" Segona

### 1997
L'edizione del festival del 1997 ha visto partecipare i seguenti artisti:
- "Musaik" with with Giulio Granati, Christian Gilardi, Luca Garlaschelli, Franco D'Auria, Alberto Buzzi
- Keb' Mo' with Laval Belle, Reggie McBride, Joellyn Friedkin
- Bill Evans and The Push with Victor Bailey, Mark Ledford, Adam Rogers, Lionel Cordew, Henry Hey
- "The Kit McClure Big Band" with Lisa Parrot, Carol Chaikin, Fostina Dixon, Jami Dauber, Elaine Bert, Tanya Darby, Debora Weisz, Britta Langjsoen, Anita Johnson, Allison Miller, Kim Klarke, Jill McCarron, Sheryl Bailey, Gisela Jackson, Mary Wormworth
- Jerry Gonzales and "The Fort Apache Band" with Andy Gonzales, Steve Berrios, Larry Willis, Joe Ford, John Stubblefield
- "Jungle Funk" with Vinx, Will Calhoun, Doug Wimbish, Andrew Daniels
- Marco Cortesi Quintet with Domenic Landolt, Lorenzo Definti, Giorgio Di Tullio, Dario Deidda
- Ralph Towner and "Lugano SMUM Group" with Giorgio Meuwly, Guido Parini, Duca Marrer, Danilo Moccia, Emilio Soana, Gabriele Comeglio, Riccardo Vigore
- "The Dirty Dozen" with Gregory Davis, Efrem Towns, Kevin Harris, Roger Lewis, Terence Higgins, Richard Knox, Julius McKee, Revert Andrew
- "Cubanismo!" with Jesus AlemaÒy, Tata Guines, Emilio del Monte, Luis AlemaÒy, Rodolfo Gomez, Carlos Del Puerto, Ignacio Herrera, "El Panga", Juan de la Cruz, "Coto", Moises Valle, Richard Exall, Joe de Jesus, Dave Pattman
- Maynard Ferguson and "Big Bop Nouveau Band" with Scott Engelbright, Carl Fisher, Jason Roberts, Sal Giovanni, Tom Garling, Matt Wallace, Chriss Farr, Mike Wilner, Phil Palombi, Phil Maturano with the Orchestra della Svizzera Italiana
- "Take 6" with Claude McKnight, Cedric Dent, Alvin Chea, Mark Kibble, David Thomas, Joey Kibble
- Ivan Lins with Mario Aydar, Marco Brito, Sylvio Mazzucca Jr., Teo Lima, Jaguaraci Machado
- Geri Allen Trio with Ralph Amstrong, Lenny White
- Gato Barbieri with Richie Flores, Robbie Gonzalez, Bill O'Connell, Mario Rodriguez
- Cesaria Evora with Luis Ramos, Ze Paris, Jacinto Pereira, Rufino Almeida, Nando Andrade, Domingos Fernandes
- Joe Zawinul Syndicate with Richard Bona, Amit Chatterjee, Abdou Mboup, Paco Sery
- Richard Galliano "New Musette" with Furio di Castri, Roberto Gatto
- "Faddis, Hampton and Heath" with Jon Faddis, Slide Hampton, Jimmy Heath, Kenny Drew, Paul West, Wynerd Harper
- Noa with Gil Dor, Miki Shaviv, Zorah Fresco
- Wilson Pickett with Curtis Pope, Gail Parrish, John Long Jr., David Akers, Ronald Hinton, David Panzer, Clarence Sherman, Tyrone Green

### 1998
L'edizione del festival del 1998 ha visto partecipare i seguenti artisti:
- Monty Alexander
- Chico Freeman Quartet with George Cables, Santi Debriano, Victor Lewis
- Les McCann and His Magic Band with Jeff Elliott, Keith Anderson, David Zeiher, David Levray, Nathanil Scott
- David Sanchez Quintet with Edsel Gomez, John Benitez, Adam Cruz, Pernell Saturnino
- Ray Anderson Lapis Lazuli Band with Amina Claudine Myers, Joe Beck, Gregory Jones, Cecil Brooks II
- The Duke Robillard Band with John Parke, Marty Richards, Dennis Taylor, Doug James
- Courtney Pine and underground with Cameron Pierre, Robbie Fordjour, DJ Sparki, DJ Pogo, Mary Pierce
- Mike Stern, Bob Malach, Lincoln Goines
- Richie Morales, Alfredo Rodriguez, Tata Guines, Oscar Rodriguez, Reynaldo Hernendez, Roberto "Memey" Evangeliste, Luis Fernando "Toto", Luisito A.Beltran Carvajal, Pedro Paolo, Luis Marano "Nene" Garbey, Xiomara Larrinaga, Lazaro Morua, Juan Munguia, Sinecio Francisco Rodriguez, Ruben Chaviano Fabian
- "Ticino Jazz Night"
- The Phil Woods Big Band with Brian Lynch, Paul Merrill, Ken Brader, Pat Dorian, Jeff Galindo, Evan Dobbins, Kevin Haines, Jim Daniels, George Robert, Jesse Heckman, Tom Hamilton, Lew DelGatto, Jim Buckley, Bill Charlap, Steve Gilmore, Bill Goodwin, Ed Kudak
- The Roy Haynes Group with Danilo Perez, John Patitucci
- The Bobby Byrd Show ‘98 with Vicki Anderson, Martha High, Lyn Collins, Marva Withney, Fred Wesley, Fred Vibe, Ali Zone, Bart Anderson, Antony Byrd, Reginald Ward, James Garner Jr., Lloyd Oby, Sultan Mohammed, Abdul Roaf, Keisha Byrd, Chere Sutton
- "Tribute to Gershwin" with Adam Makowicz e l'Orchestra della Svizzera italiana (OSI) diretta da Russell S. Gloyd
- Abdullah Ibrahim, Marcus McLaurine, George Gray
- "Ladysmith Black Mambazo" with Joseph Shabalala, Albert Mazibuko, Russel Mthembu, Inos Phungula, Jabulani Dubazana, Thulani Shabalala, Thamsanqa Shabalala, Shibongiseni Shabalala, Jockey Shabalala, Abednego Mazibuko
- Arto Lindsay, Melvin Gibbs, Andre Levin, Skoota Warner
- "Generations" with Franco Ambrosetti, Gian Luca Ambrosetti, George Gruntz, Daniel Humair, Furio Di Castri
- The Michael Brecker Group with Joey Calderazzo, James Genus, Ralph Peterson
- Cheb Mami, Karim Ziad, Serge Lavalette, Mejdoub Ftati, Mohammed Menni, Mustapha Mataoui, Michel Alibo
- Daniela Mercury, Alexandre Vargas, Humberto Luiz, Rezende Pereira, J.Cesar M.Leony, Ramon B.Cruz, Joatan Mendonca Nascimiento and Rowney A.Scott Jr., Jose Ferreira, Silva Filho, Luis de Assis Filho, Marcio Vitor Brito Dos Santos, Ivana Dantas de Souza, Adilvani Araujo da Silva and Rosa Virginia do Lago Barreto
- Regina Carter Quintet with Werner Gierig, Darryl Hall, Alvester Garnett, Rodney Jones
- "The Al Di Meola's World Sinfonia" with Dino Saluzzi, Aziza Mustafa Zadeh
- Dee Dee Bridgewater and Ray Brown Trio, Dee Dee Bridgewater, Ray Brown, George Keezer, Greg Hutchinson
- Oscar D'Leon with Arnedo Silva, Charles Palacios, Cristoval Petit, Luis Rivas, Oscar Matheus, Gustavo Carmona, Tarcisio Quintana, Wilmer Teran, Luis Pereira, Julio Fernandez, Andres Romero, Andres Diaz, Francisco Farinez, Pamir Guanchez, Henry Ramos, Edgardo Yanez, Jacinto Parra

### 1999
L'edizione del festival del 1999 ha visto partecipare i seguenti artisti:
- Wallace Roney with Steve Hall, Adam Holzman, Clarence Seay, Ralph Penland
- Dianne Reeves with Munyungo Jackson, Otamaro Ruiz, Reginald Veal, Terrone "Tank" Gully
- Robben Ford with Jeff Babco, Jimmy Earl, Hilary Jones
- Stefon Harris Quintet featuring Greg Osby with Jason Moran, Tarus Mateen, Eric Hartland
- Dave Weckl with Brandon Fields, Buzz Feiten, Jay Oliver, Tom Kennedy
- Maraca's Otra Vision with Maraca, Luis Valle Moleiro, Reinaldo Melian, Orlando Sanchez, Levin Ocana, Juan Carlos Rojas, Lazaro Rivero, Yaroldy Abreu, Abraham Mansfarroll, Irving Ferreyro, Felix Valdes, Donald Flores, Celine Chauveau
- Russell S. Gloyd with the Orchestra della Svizzera Italiana and the Scuola Musica Moderna with Gabriele Comeglio, Emilio Soana, Mario Rusca, Giorgio Meuwly, Ivan Lombardi, Guido Parini
- Carla Bley 4+4 with Andy Sheppard, Wolfgang Pushnig, Gary Valente, Lew Soloff, Lawrence Goldings, Steve Swallow, Viktor Lewis
- Papa Wemba with Patrick Marie-Magdalaine, Pierre-Valery Lobe, Guy Nsangue, Christian Polloni, Patrick Etonde-Bebey, Francis Etonde -Bebey, Myriam Betty, Sylvia Laube
- Elvin Jones Jazz Machine with Carlos McKinney, Thadeus Expose, Antoine Roney, Robin Eubanks
- Brad Mehldau with Darek Oles, Jorge Rossy
- Art Garfunkel with Eric Weissberg, Warren Bernhardt, Tommy Igoe, Ted Baker
- Carlinhos Brown with Ivana Souto, Antonio de Freitas, Andre de Carvalho, Jorge Echevarria, Antonio Costa, Luciano Silva, Alexandre Santos, Jamisson dos Santos, Augusto de Albuquerque, Eduardo Santos, Jose Sousza, Paulo do Carmo Santos, Douglas Felipe, Gerson Barbosa, Gerson Silva
- James Carter with Leon Joyce, Ralph Armstrong, DD Jackson, Cassius Richmond
- Vertu with Stanley Clarke, Lenny White, Karen Briggs, Ritchie Kotzen, Rachel Z
- The New York Voices with Darmond Meader, Lauren Kinhan, Peter Eldridge, Kim Nazarian, Andy Ezrin, Paul Nowinsky, Ben Whittman
- Angelique Kidjo with Thierry Fanfant, Thierry Vaton, Joelle Kounde, Beatrice Poulot, Charly Obin-Yapi, Diouani Lataby

### 2000
L'edizione del festival del 2000 ha visto partecipare i seguenti artisti:
- Diane Schuur and Band, Roger Hines, Dave Gibson
- Jon Hendricks and Annie Ross "sing the Lambert, Hendricks and Ross songbook" with Peter Mihelich, Paul Gill, Paul Meyers, W Bolden
- Ricardo Lemvo and Makina Loca with Steve Giraldo, Martin Flores, Serge Kasimoff, John Villalobos, Rene Camacho, John Roberts, Federico Medina
- Margareth Menezes and Grupo with Alex Mesqulta, Paulo Cesar, Erick Firmino, Luciano Silva, Robinson da Cunha, Robson Patrocinio, Claudio Souza
- Waldemar Bastos and Grupo with Zeze, Elias Kakomanolis, Toni, Xerife
- Cheikh Lo with Oumar Sow, Thierno Kouate, Ousmane Wade, Diomb Niao, Badara N'Diaye, Pathe Diassy, Ousmane N'Diaye, Samba N'Dokh M'Baye, Racine Ly
- Gonzalo Rubalcaba Trio, Ignacio Berroa, Carlos Enriquez
- Monk Tentet Allstars with Don Slicker, Eddie Bert, Howard Johnson, Steve Lacy, Harold Land, Ronnie Matthews, Ben Rilely, Jack Walrath, David Williams, Phil Woods
- Jorge Ben Jor "Banda do Ze Pretinho" with Jean Arnoult, Tiquinho, Lori, Joao Lucrecio, James Muller, Nenem, Eduardo Helbourn
- Trilok Gurtu with Sabine Kabongo, Hilaire Penda, Ravi Chary, Amit Heri
- David Murray "Speaking in Tongues" featuring Fontella Bass with Amina Claudine Meyers, Donald Smith, Hugh Ragin, Clarence Jenkins, Ranzel Merrit
- Ali Farka Toure with Hamadoun Bocoum and Samba Toure, Alpha Ousmane Sankare, Oumar Hamadoun Toure, Souleymane Kane, Oumar Diallov
- Martinho Da Vila with Wanderson Martins, Ivan Machado, Claudio Jorge, Paulo Ferreira, Victor Neto, Jose Merlino, Antonio Joao Ferreira, Marcelo Moreira, Ovidio Moreira, Mart'nalia e Analimar
- Dr. Lonnie Smith / Ronnie Cuber Quartet with Peter Bernstein, Josef Farnsworth
- Lincoln Jazz Center Orchestra with Wynton Marsalis "Sound of the Century", Seneca Black, Ryan Kisor, Marcus Printup, Wycliffe Gordon, Ron Westray, Andre Hayward, Wess "Warmdaddy" Anderson, Ted Nash, W Blanding Jr., Victor Goines, Joe Temperley, Farid Barron, Rodney Whitaker, Herlin Riley
- Barbara Hendricks and The Moses Hogan Singers "Spirituals" with Bridget Bazile, Alia Waheed, Cheryl Clansy, Holly Powe, KatjavTuerner, Loncka Wilkinson, Kiane Davis, Carolyn Baumann, Stacy Sartor, Brian Stratton, Tristan Walker, Michael Adams, Rodney Vaughn, David Clarke, Angelo Johnson, John Macklin, Joshua McGee, Louis Davis
- Fred Wesley's Jazz Funk Explosion featuring Lyn Collins, special Guest Pee Wee Ellis, with Gary Winters, Ernie Fields, Bruce Cox, Dwayne Dolphin, Peter Madson, Reggie Ward, Fred Wesley III

### 2001
L'edizione del festival del 2001 ha visto partecipare i seguenti artisti:
- Omar Sosa Septet with Sub-Z, Marta Galarraga, Gustavo Ovalles, Elliott Kavee, Geoff Brennan, Sheldon Brown
- Noa, Gil Dor, Zohar Fresco
- Tito Paris with Manuel Paris, Tony Vieira, Joao Monteiro, Otis, Jair, Toy Paris
- Dave Douglas sextet with Josh Roseman, Greg Tardy, Uri Caine, James Genus, Ben Perowsky
- Rokia Traore with Alou Coulibaly, Mamah Diabate, Andra Kouyate, Adama Diarra, Corine Thuy-Thy, Xenia Caraibe
- Defunkt Big Band with Joseph Bowie, Leader, Byron Bowie, James Salter, Greg Johnson, Jorge Sylvester, Alvin Morris, Alex Harding, John Mulkerin, Danny Forrest, Dwuane Eubanks, Ronnie Jackson, Paul Akerson, Donald Miller, Kim Clarke, Tobias Ralph, Adam Kipple, Kelly Sae
- Richard Galliano and Mark Foster with the Orchestra della Svizzera Italiana
- The Brecker Brothers with Michael Brecker, Randy Brecker, David Kikoski, Pete Washington, Carl Allen
- Salif Keita with Mamady Kamissoko, Diely Moussa Kouyate, Souleymane Doumbia, Brissa Bagayoko, Harouna Samake, Sayon Sissoko, Mamadou Kone, Adama Kouyate, Aminata Doumbia, Assitan Diarra, Secouba Sissoko
- The Caribbean Project with Dave Samuels, Dave Valentin, Steve Khan, Carlos Rodriguez, Roberto Quintero, Dafnis Prieto
- Wayne Shorter Quartet with Brian Blade, John Patitucci, Danilo Perez
- Paco de Lucia septet with Ramon de Algeciras, Rafael de Utrera, Jose Baderas, Jorge Pardo, Rubem Dantas, Carlos Benavent, Joaquin Grilo
- Sam Mangwana, Mafwala Komba, Mingiedi M'Benza, Ahmed Mohamed Barry, Deba Sungu-Kumbi, Viviane Arnoux, Koko Monique Quadjah, Linda Mahmoudi, Dino Vangu, Mandjeku Lengo, Yuma Kasongo, Dibwidi Ndombele
- The Zawinul Syndicate faturing Maria Joao with Etienne Mbappe, Amit Chatterjee, Nathaniel Townsley, Manolo Badrena
- "The M'bizo Suite", The World Saxophone Quartet USA/South Africa by David Murray with Hamlett Blueitt, Olivier Lake, Bruce Williams, Mervyn Africa, Lucky Ranku, Jaribu Shahid, Klod Kiavue, Louis Moholo, Pinise Saul, Ditsebe Leguabe, Sam Tshabalala, Sello Makhene
- The Temptations Review feat. Daemon Harris with Daemon Harris, Bernard Gibson, Mike Patillo, Dannis Johnson, Arnold Chris Phonszell, Al Jones, Ric Archer, Courtland Jones, Greg Dokes, Dunn Llewellyn, Rayse Biggs, Porter Shane, Robert Maye
- Cubanismo "Mardi Gras Mambo" with Jesus Alemany, Rolo Martinez, Rafael Duany, Jorge Maza, Rolando Perez, Carlos "Afrocan" Alvarez, Francisco Padron, Rudolfo "Perruchin" Argudin, Efrain Rios, Roberto Riveron, Emilio Del Monte, Carlos Godinez, Alberto Hernandez, Emilito Del Monte, Terri Degruy
- Lugano Estival Village RTSI Venue Concerts with Scuola Musica Moderna Lugano. Giulio Granati Trio, Marco Cortesi Group

### 2002
L'edizione del festival del 2002 ha visto partecipare i seguenti artisti:
- Paolo Giordano, Jacqueline Perkins
- Malcom Braff, Baenz Oester, Samuel Rohrer
- Luigi Bonafede Quintet with Luigi Bonafede, Paola Mei, Massimo Valdioli, Aldo Mella, Manu Roche
- Steve Reid Quintet with Monty Waters, Chuck Henderson, Boris Netsvetaev, Chris Lachotta, Steve Reid
- Terri Lyne Carrington Group with Terri Lyne Carrington, Gary Thomas, Patrice Rushen, Matt Garrison, Nguyen Le
- Timna Brauer and Elias Meiri Ensemble with Timna Brauer, Elias Meiri, Courtnery Maxwell Jones, Yidirim Fakilar
- Omar Pene and le Super Diamono de Dakar with Omar Pene, Madjiguene Bayo, Pape Dembel Diop, Moustapha Di Sitapha Mbaye, Mamadou Conare, Abdoulaye Sarr, Ousmane Wade, El Hadj Ousmane Diagne
- Sainkho Namtchylak, Marcello Peghin, German Popov, Maxim Chapochnikov, Paolino Dalla Porta
- Manu Dibango and Soul Makossa Gang with Manu Dibango, Jerry-Kaba Malekani, Noel Ekwabi, Xavier Desandre-Navarre, Julien Agazar, Mokhtar Samba, Delphine Ladian-Eteme, Esther DobongÌna-Essiene
- Joe Zawinul and The Zawinul Syndicate "70 years Birthday Tour" with Joe Zawinul, Etienne M'Bappe, Amit Chatterjee, Paco Sery, Manolo Bardena
- Jerry Gonzalez and The Fort Apache Band with Jerry Gonzalez, Andy Gonzalez, Steve Berrios, Joe Ford, Larry Willis
- The New York Voices with Kay G. Roberts and The Orchestra della Svizzera Italiana with Darmon Meader, Peter Eldridge, Kim Nazarian, Lauren Kinhan, Kay G. Roberts
- Gilberto Gil and Kaya N'gan Daya "Gil sings Bob Marley" with Gilberto Gil, Arthur Maia, Carlos Malta, Claudio Andrade, Gustavo di Dalva, Leonardo Reis, Jorge Gomes, Cicinho, Sergio Chiavazzoli, Nara Gil, Juju Gomes, Angela Lopo
- John Scofield, Joe Lovano, Dave Holland, Al Foster Group
- Van Morrison
- Buddy Guy, Frank Blinkal, Jason Moynihan, Anthony Zamagni, Orlando Wright, Jerry Porter
- Mory Kante, Oliza Zamate, Corrine Josette Sahraoui, Mariamagbe Mama Keita, Gerard Poumaroux, Denis Tchangou, Jeam-Marc Bellon, Thierry Servien, Mohamed Bangoura, Mohamed Alpha Camara, Adama Conde
- Franco Ambrosetti e la Civica Jazz Band di Milano diretta da Enrico Intra "Grazie Italia" with Franco Ambrosetti, Franco Cerri, Paolo Fresu, Danilo Moccia, Marco Cortesi, Gianluca Ambrosetti and Civica Jazz Band Milano: Enrico Intra, Emilio Soana, Roberto Villani, Giovanni Masiotti, Paolo Milanesi, Roberto Rossi, Francesca Petrolo, Marco Gadda, Alberto Bollettieri, Giulio Visibelli, Francesco Bianchi, Gianni Bedori, Emiliano Vernizzi, Cesare Ceo, Rudi Manzoli, Roberto Tarenzi, Marco Vaggi, Toni Arco
- Lila Downs, Paul Cohen, Celso Duarte, Juan Carlos Garcia Contrera, Patricia Pinon, Louis Ernesto, Martinez Novelo
- Taj Mahal and The Hula Blues Band with Taj Mahal, Poncho Graham, Kester Smith, Pat Cockett, Michael Barretto, Wayne Jacintho, Red Lunt, Rudy Costa, Carlos Andrade
- Khaled, Afid Saidi, Maurice Zemmour, Philippe Gouadin, Mustapha Didouh, Alain Perez, Bachir Mokari, Leandro Guffanti, Djaffar Bensetti, Mark Sims

### 2003
L'edizione del festival del 2003 ha visto partecipare i seguenti artisti:
- "Tien Shan Switzerland Express" with: Europa: Heiri K‰nzig, Zabine, Paul Haag, Melanie Schiesser, Patricia Dreager, Roland Schildknecht, Marc Halbheer. Mongolia: Tumenbayar Migdorj, Tumursaihan Yanlav, Uuganbaatar Tsend-Ochir, Wandansenge Batbold, Amartuwshin Baasandorj, Sarangel Tserevsamba. Kakasia: Serguei Tcharkov, Anna Bournakova, Viatcheslav Kouchenov. Kirgistan: Kinjegul Kuvatovo, Rahatbek Kochorbaev, Nurlanbek Nischanov
- Al Di Meola with Gumbi Ortiz, Mario Parmisano, Ernie Adams
- Larbi Dida with Nasr-Eddin Beghad, Mimoun Elhejraoui, Farid Seba, Julien Tekeyan, Mustapha Ettamri, Kais
- Regina Carter with, Werner "Vana" Gierig, Chris Lightcap, Alverster Garnett, Mayra Casales
- "Take 6" with Alvin Chea, Cedric Dent, Joel Kibble, Mark Kibble, Claude McKnight III, David Thomas.
- "Olivier Mtukudzi & The Black Spirits" with Olivier Mtukudzi, Mwendakanyi Chibindi, Cecilia Ndhlovu, Philani Dube, Never Mpofu, Richard Marimba, Erick Kasamba, Takundwa Neshamba, Samuel Mature
- Omar Sosa with Breis, Martha Galarraga, Childo Machanguela, Luis Depestre, Gustavo Ovalles, Josh Jones
- Herbie Hancock with Bobby Hutcherson, Terry Lyne Carrington, Scott Colley
- Daniela Mercury with Ces‡rio Leony, Alexandre Vargas, AndrÈ Becker, Gerson Silva, Zito Moura, Gil Alves, Marcelo Brasil, Rudson Almeida, Fabricio Scaldaferri, Daniela Pena, Joelma Silva
- Mory Kante with Adama Conde, Mohamed Camara, Mahamed Bangura, Denis Tchangou, Thierry Servine, Gerard Poumaroux, Divin Dondieu, Oliza Eliane Zamati, Agathe Sahraqui, Mariamagbe Mama Keita
- Chick Corea with Dave Weckl, Eric Marienthal, Frank Gambale
- Miriam Makeba with, Mbutho Zamo, Zenzi, Lindelani Lee, Kwazi Shange, Nelson Lee, Alain Marie Agbo, Tantely Rambeloson, Raymond Doumbe
- Eddie Palmieri with Brian Lynch, Doug Beavers, Karen Joseph, Joe Santiago, Johnny Rodriguez, Jose Claussell, JosÈ Rodriguez, Herman Olivera
- "Kassav" with Jocelyne Beroard, Jean Philippe Marthely, Jean Claude Naimro, Jacob Desvarieux, Claude Vamur, Stephane Castry, Philippe Joseph, Patrick Saint Elie, Claudine Pennont, Marie Celine Chrone, Claude Pironneau, Fabrice Adam, Hamid Belochine
- Charles Lloyd with Geri Allen, Bob Hurst, Eric Harland
- "The Manhattan Transfer" with Tim Hauser, Janis Siegel, Alan Paul, Cheryl Benthien, Yaron Gershovsky, Steven Hasapoglou, Lawrence Klimas, Wayne Johnson
- Jimmy Cliff with Desmond "Desi" Jones, Christopher McDonald, Dale Haslam, Deleon Miller, Dwight Richards, Sean McDonald, Denver Smith, Tessanne Chin
- "New York Salsa All Stars" with Solists Jose Alberto El Canario, Frankie Morales, Giovanni Hidalgo, Dave Valentin, Alfredo De La Fe and Mercadonegro with Armando Miranda, Miguel Castillo, Cesar Correa, Dudu Penz, Rodrigo Rodriguez, Alejandro Paneta, Luis Aballe, Leonardo Govin, Carlos Minoso, Giancarlo Ciminelli, Amik Guerra, Carlos Irarragorri

### 2004
L'edizione del festival del 2004 ha visto partecipare i seguenti artisti:
- Sandro Schneebeli, Michael Zinsman, Daniel Schluppi, Stefan Rigert, Sibylle Fassler
- Chico Cèsar, Simone Julian, Xisto Medeiro, Marcelo Jeneci, Guilherme Kastrop
- The Wailers with Aston "Familyman" Barrett, Donald Kerr, Ernest Mcloud, Glen Dacosta, Vincent Gordon, Arnold Brackenridge, Marie Dominique Luce, Pascale Kameni Kamga, Abongy Balengola, Gary Pine.
- Charlie Hunter, Derek Phillips, John Ellis
- Soulsurvivors with Cornell DuprÈe, Les Mccann, Ronnie Cuber, Gordon Edwards, Buddy Williams.
- Angelique Kidjo, Thierry Fanfan, Thierry Vaton, Lucien Zerrad, Latabi Diouani
- "For Ella", Patti Austin With Gabriele Comeglio And The Orchestra Della Svizzera Italiana
- Yes with Jon Anderson, Steve Howe, Chris Squire, Rick Wakeman, Alan White
- Terra Samba with Reinaldo Nascimento, M·rio Ornelas, Edson Souza, Fernando Gomes Muniz, Ricardino De Brito, Lavoisier Santos, Adriano De Oliveira, Luciano Chaves, Marcos Falc„o, Jurandir FranÁa, RÃƒÂºbia Vila Flor, Jamille Fernandes, Rudson Dos Santos
- Pat Metheny, Christian McBride, Antonio Sanchez
- Dee Dee Bridgewater & David Sanchez "Latin Landscapes" with Ira Coleman, Minino Garay, Edsel Gomez, Ignacio Berroa
- Cheikh LÙ, G, Lamine Faye, Racine Ly, Bachirou LÙ, Fl, Badou, Samba, Arona, Malick, Aliou Seck
- Jimmy Dludlu "Celebrating 10 Years Of Democracy In South Africa" with Camillo Lombard, Frank Paco, Tony Paco, Seredeal Scheepers, Alvin Hendrickse, Moreira Chonguica
- Bobby Mcferrin & Voicestra with Nick Bearde, Joey Blake, Everett Bradley, Pierre Cook, Sussan Deyhim, Judi Donaghy, Kirsten Falke-Boyd, Latanya Hall, Pan Morigan, Rhiannon, Roger Treece, Dave Worm
- Los Van Van with Juan Formell, Yenisel Valdes, Mario "Mayto" Rivera, Roberto Carlos, Abdel Rosales, Irving Frontela, Roberto "Roberton"Hernandez, Jorge Leliebre, Hugo Morejon, Alvaro Collado, Edmundo Pina, Manuel Labarrera, Boris Luna, Samuel Formell, Julio Norona, Pedro Fajardo, Pavel Molina

### 2005
L'edizione del festival del 2005 ha visto partecipare i seguenti artisti:
- The Soft Machine Legacy: John Etheridge, Elton Dean, Hugh Hopper, John Marshall
- Sam Tshabalala & Sabeka: Samson Tshabalala, Erick Poirier, RÈmy Sciutto, Raymond DoumbÈ, Jean-Paul Melindji, Jack Djeyim, Koko Monique Raffin, Patrick Bebey.
- Us3: Geoff Wilkinson, Ed Jones, Chris Storr, Mike Gorman, Neville Malcolm, DJ First Rate, MC Reggi Wyns, Rachael Calladine, Romina Johnson
- Gilad Atzmon & Orient House Ensemble: Gilad Atzmon, Frank Harrison, Romano Viazzani,  Dumitru O. Fratila, Yaron Stavi, Asaf Sirkis, Guillermo Ariel Rozenthuler.
- Lura, Toy, AurÈlio, Kau, LÃƒÂ¹cio, Jair
- Amparanoia: Amparo Sanchez, Eldys Isak Vega, Johnny Branchizio, Jose Alberto Varona, Dani Tejedor, Jordi Mestres
- McCoy Tyner, Gary Bartz, Ravi Coltrane, Charnett Moffett, Eric Gravatt
- Lucky Dube, Skipper Shabalala, ThuThukani Cele, Isaac Moloantoa, Andile Makepiece, Richard Sekgobela, Doods Molefi, Tonique Phala, Gabisile Mduli, Bellina Radebe
- Louie Vega And His Elements Of Life: Louie Vega, Joshua Milan, Anane, Selan,  Dario Boente,  Luisito Quintero, Carlos “Nene” Quintero, Jerard Snell, Mike Ciro,  Ruben Rodriguez, Queen Aaminah,
- Steps Ahead: Mike Mainieri, Bill Evans, Mike Stern, Richard Bona, Steve Smith
- The Commodores: William "WAK" King, W "Clyde" Orange, James "JD" Nicholas, Harold Hudson, Thomas Dawson, Sheldon Reynolds, Tyron Stanton, Scott Kay
- Oliver N'goma, Cayen Madoka, Miguel Yamba, Roger Sonao, Daniel Adelaide, Didier Ruiz,  Valerie Tribord, Marie-Paule Tribord, Patrick Curier, Corinne Cormier, Gladys Bacoul
- Joe Sample, Randy Crawford, Jay Anderson, Adam Nussbaum
- Jethro Tull: Ian Anderson, Martin Barre, Doane Perry, Andrew Giddings, Jonathan Noyce
- Faudel, Nabil Khalidi, Leandro Aconcha, Mustapha Ettamri, Claude Sarragossa, Henri Dorina

### 2006
L'edizione del festival del 2006 ha visto partecipare i seguenti artisti:
- Richard Bona,  Aaron Heick, Etienne Stadwijk, Ernesto Simpson, Samuel Torres, Gregg Fine
- Tony Joe White, Jeff Hale
- Jorge Ben Jor, Jean Arnoult, Marco Santis, Jo„o Lucrecio, Eduardo Helbourn, Lourival Costa, Gilson de Oliveira, Nelson Guimar„es
- Minyeshu & Chewata: Minyeshu Kifle Tedla, Biniam Kindya Bertha, Tesfaye Woldyohanes Haile, Shihab Sharhabil, Eric van de Lest, Donnie DuVall, John Maasakkers
- Mike Stern Band: Mike Stern, Bob Franceschini, Chris Minh Doky, Kim Thomson
- Eddie Palmieri Afro-Caribbean Jazz All-Stars: Eddie Palmieri, Joe Santiago, Craig Handy, Conrad Herwig, Giovanni Hidalgo, Brian Lynch, Horacio “El Negro” Hernandez
- Eda Zari, Hans L¸demann, Rhani Krij, Dany Schrˆteller, Momo, Krishan Frese, Vladimir Gica, Sebastian Studnicky
- Al Jarreau, Chris Walker, Ross Bolton, Mark Simmons, Joe Turano, Larry Williams
- Awilo Longomba, Leo Distel, Tsimba Mbadu, Nzelo Landu, Mayangui Aymard, Mambuz Madoka, Briscar Kouadio, Jean-Louis Cayala, Katondi Kama, Eduardo N' Ganga, Delphine Puig, Caroline Teumen
- The Randy Brecker Bill Evans Soulbop Band 2006: Randy Brecker, Bill Evans, Hiram Bullock, Dave Kikoski, Tom Barney, Rodney Holmes
- Gal Costa, Marcelo Mariano, Marcus Teixeira, Keco Brand„o, Jurim Moreira, JakarÈ
- Yuri Buenaventura “Salsa Dura”: Yuri Buenaventura, Julio Valdes, Fernando Valencia, Luis Marino Caicedo, Ferney Mosquera, Denilson Ibarguen, Andres Gomez, Jimisom Montenegro, Javier Aponza, Francis Garces, Edilberto Poveda, Andres Andrade, Luis Blanco
- Yellowjackets, The 25th Anniversary Tour: Russ Ferrante, Jimmy Haslip, Bob Mintzer, Marcus Baylor
- Eric Burdon and The Animals “Soul of a Man Tour”: Eric Burdon, Eric McFadden, Paula O'Rourke, Red Young, Wally Ingram
- George Clinton Parliament / Funkadelic: George Clinton, Bernie “Woo Warrior” Worrell, Garry “Starchild” Shider, Dewayne “Blackbird” McKnight, Michael “Kidd Funkadelic” Hampton, Cardell “Boogie” Mosson, Eric McFadden, Lige Curry, RonKat Spearman, Frankie “Kash” Waddy, Rico Lewis, Jerome Rogers, Michael “Clip” Payne, Bennie Cowan, Greg Thomas, Robert “P-Nut” Johnson, Belita Woods, Steve Boyd, Kimberly Manning, Kendra Foster, Sativa Diva, Carlos “Sir Nose” McMurray

### 2007
L'edizione del festival del 2007 ha visto partecipare i seguenti artisti:
- Bonga, con Bonga, Chiemba, Fusica, Da Graa, Feijo
- Lenine “Acustico”, Lenine (voc,g), Pantico Rocha (dr,perc), Jr. Tostoi (g), Guila (b), Altair Martins (tp), Aldivas Ayres (tb), ZÈ Canuto (s)
- Yerba Buena, Levin Andres (g), Padron Ileana (voc), Panagiotis Andreou (b), Martinez Pedro (perc,voc), De La Fe Alfredo (v), Herrera Mauricio (perc), Warner Orris (dr)
- HIROMI’S SONICBLOOM, Hiromi (p,keys), David Fiuczynski (g), Tony Grey (b), Martin Valihora (dr).
- INCOGNITO, Jean-Paul 'Bluey' Maunick (band leader,g,voc), Tony Momrelle (voc), Melonie Crosdale (Imanni) (voc), Joy Rose (voc), Richard Bailey (dr,perc), Matt Cooper (keys), Francis Hylton (b), Paul Greenwood (s,fl), Tony Remy (lead g)
- LA 33, Sergio Mejia (b,leader), Santiago Mejia (keys), Guillermo Celis (voc), David Cantillo (voc), Cipriano Rojas (congas), Juan David Fernandez (timbal), Diego Sanchez (bongo), Roland Nieto (tp), Juan Felipe Cardenas (s), Jose Miguel Vega (tb), Vladimir Romero (tb)
- MEDESKI, SCOFIELD, MARTIN & WOOD, John Medeski (p.hammond,keys), John Scofield (g), Billy Martin (dr), Chris Wood (b)
- NATURALLY 7
- Gianna Nannini – GRAZIE TOUR 2007, Gianna Nannini (voc, g, p, v), Christian Lohr (keys, programming), Giacomo Castellano (g), Alex Klier (b), Peter Wrba (dr), Solis quartet Gerardo Morone (viola), Luigi De Maio (v), Antonio De Franca (cello), Vincenzo Di Donna (v)
- Simphiwe Dana, Simphiwe Dana (l.voc), Priscilla Moeketsi (b.voc), Gugu Cebekhulu (b.voc), Vusumzi Khoveni (b.voc), Nduduzo Makhathini (keys), Tshegofatso Didibeng (keys), Tokoloho Moeketsi (g), Sabelo Masondo (b), Bafana Sukwene (dr)  - TBC
- GEORGE GRUNTZ CONCERT JAZZ BAND,  Marvin Stamm, Alexander Sipiagin, Tatum Greenblatt, Jack Walrath, Dave Bargeron,Gary Valente, RenÈ Mosele, Earl McIntyre, Chris Hunter, Sal Giorgianni, Larry Schneider, Adrian Pflugshaupt, Howard Johnson, George Gruntz (p), Arie Volinez (b), Dany Gottlieb (d)
- CESARIA EVORA, Cesaria Evora (voc), Fernando Lopes Andrade (p), Domingos Fernandes (s), Joao Alves (g), JosÈ Neves (b), Paulino Vieira (cavaquinho), Ademiro Miranda (perc), Antero Dos Santos (perc), Julian Corrales Subita (v)
- SEUN ANIKULAPO KUTI  & EGYPT 80 FELA’S BAND, Oluwa Seun Anikulapo Kuti, voc,s Tajudeen Lekan Animasahun, bs,m.director Adedimeji Fagbemi, bs, lead , Oyinade Adeniran, ts, Emmanuel Kunnuji, tp, Olugbade Okunade, tp Kunle Justice, keys, Bolanle Kamson, voc,dance, Moturayo Anikulapo Kuti, voc,dance, Iyabo Adenirian, voc, dance, David Obanyedo, lead g, Kayode Kuti, b, Alade Oluwagbemiga, g, Ajayi Raimi Adebiyi, dr, Kola Onasanya, conga, Dele Olayinka, perc, Wale Toriola perc, Okon IYAMBA, shekere
- JOE ZAWINUL SYNDICATE 20TH ANNIVERSARY TOUR, Joe Zawinul (keys,voc), Sabine Kabongo (voc), Alegre Correa (g), Linley Marthe (b), Jorge Bezerra (perc), Aziz Sahmaoui (perc,voc) Paco Sery (dr)
- YOUSSOU N’DOUR AND THE SUPER ETOILE DE DAKAe, Youssou Ndour (l. voc), Habib Faye (b), Babacar Faye (dr) Pape Omar Ngom (g) Mamadou Mbaye (g), Assane Thiam  (talking dr) Abdoulaye Lo (dr) Elhadji Faye (dr) Ibrahima Cisse (keys), Moustapha Faye (keys) Ibrahima Ndour (keys) Djanke Djiba Termessant (voc) Birame Dieng (voc) Moussa Sonko  (dance) Sadio Ba (dance)
- MARTINHO DA VILA, Martinho da Vila (voc, perc), Wanderson Martins (cavaco), Ivan Machado (b), Claudio Jorge (g), Paulo Black (dr), Marcelinho Moreira (perc), Ovidio Brito (perc), Victor Neto (s), Kiko Horta (accord/Keys), Juliana Ferrerira & Patricia Hora (voc)

### 2008
L'edizione del festival del 2008 ha visto partecipare i seguenti artisti:
- THE KENNY GARRETT QUARTET, Kenny Garrett (s), Jeff Motley (Hammon B3), Lenny Stallworth (b), Justin Brown (dr)
- FRESHLYGROUND, Zolani Mahola (voc), Peter Cohen (dr), Aron Turest-Swartz (keys, voc, perc), Kyla-Rose Smith (v, voc), Simon Attwell (fl, mbira, harmonica), Julio Sigauque (g), Josh Hawks (b, voc)
- TOURE’ KUNDA, Ismaela Toure (voc), Tidiane Toure (voc), Lamine Toure (perc), Jerry Leonide (keys), Mike Armoogum (b), Abdallah Khane (g), Davy Honnet (dr)
- ROSSANA TADDEI, Rossana Taddei (voc, g), Gustavo Etchenique (dr, perc), Eduardo Mauris (g, voc), Gerardo Alonso (bajo, voc)
- THE IDAN RAICHEL PROJECT, Idan Raichel (voc, p, keys), Avi Wagderass Vese (voc), Cabra Casay (voc), Lital Gabai (voc), Rony Iwryn (perc), Gilad Shmueli (dr), Golan Zuskovitch (b), Shalom Mor-Tar (out, g)
- PFM “35 e… un minuto”, Franz di Cioccio (dr, voc), Franco Mussida (g, voc), Patrick Djivas (b), Lucio Fabbri (v, voc), Roberto Tagliavini (keys), Pietro Monterisi (dr)
- TOTO BONA LOKUA (100%), Gerald Toto (voc, g), Richard Bona (voc, b), Lokua Kanza (voc, g), Etienne Stadwijk (keys), Patrick Goraguer (multi-instruments), Ernesto Simpson (dr)
- ROGER HODGSON (Ex-Supertramp), Roger Hodgson (voc, p, keys, g), Aaron MacDonald (s, harmonica)
- ORQUESTRA IMPERIAL, Nina Becker (voc), Thalma De Freitas (voc), Rodrigo Amarante (voc), Wilson Das Neves (voc, dr, perc), Moreno Veloso (voc, perc), Domenico (dr, perc), Kassin (b), Berna Ceppas (keys, perc, g), Pedro S‡ (g, deys), Stephane San Juan (perc, voc), Cesar “Bodao” Farias (perc), Leo Monteiro (el.perc), Felipe Pinaud (fl), Bidu Cordeiro (tb), Gilar Ferreira (tb), Max Sette (tp, voc), Altair Martins (tp)
- MARCUS MILLER, Marcus Miller (b, cl), Alex Han (s), FÈdÈrico Gonzales Pena (keys), Jason ´ JT ª Thomas (dr)
- JOE JACKSON, Joe Jackson (p, keys, voc), Graham Maby (b, voc), Dave Houghton (dr, voc)
- JIMMY CLIFF
- RACHELLE FERRELL, Rachelle Ferrell (voc, keys), Morris Pleasure (keys), Dwayne “Smitty” Smith (b), Billy Oldum (g), Rick Jordan (dr)
- BUDDY GUY, Buddy Guy (g, voc), Orlando Wright (b), Tim Austin (dr), Marty Sammon (keys), Ric Hall (g)
- TARIKA BE, Rasoanaivo Hanitrarivo (trad.perc, talking drum, dance), Raharimalala Tina Norosoa (trad. perc, voc, dance), Andriamahafaly Marimiana Thierry (dr, voc), Rakotondramanana Lalaoniaina Njaka (drad.instruments, g), Andrianiaina Rasandimanana (b, voc), Rasolomahatratra Ny Ony Henintsoa Andriamparany (g, voc)
- ISSAC DELGADO, Issac Delgado (lead voc), Alain Rodriguez (b), Segio Pedroza (keys), Geandelaxis Carbonell (tb), Julien Matamorost (b), Segundo Rosell (ts), Fernando Munoz (tp), Oscar Salvatierra (tp), Alejandro Delgado (b.voc), Juan Viera (perc), Issac Delgado Jr (p), Marcos Domenech (voc), Robert Vilera (perc) Dannys Savon (perc)

### 2009
L'edizione del festival del 2009 ha visto partecipare i seguenti artisti:
- CHIWONISO
- EUGENIO FINARDI
- LEONEL O Z⁄—IGA & HAVANA STREET BAND
- STANLEY JORDAN
- MATTBIANCO
- THE JAMES TAYLOR QUARTET
- ORCHESTRA DELLA SVIZZERA ITALIANA and the CORO della RADIOTELEVISIONE SVIZZERA
- IRENE FORNACIARI
- SOLOMON BURKE
- EUGENIO FINARDI/CLAUDIO TADDEI
- CUBANISMO
- DAVID SANBORN
- HUGH MASEKELA
- LA NOTTE DELLA TARANTA with STEWART COPELAND
- RICHARD GALLIANO QUARTET feat. Gonzalo RUBALCABA , Richard BONA & Clarence PENN
- THE IDAN RAICHEL PROJECT
- VIC VERGEAT ROCK REUNION feat. Tim Hinkley, Mel Collins, Cosimo Lampis, Special guest: Kat Dyson

### 2010
L'edizione del festival del 2010 ha visto partecipare i seguenti artisti:
- BILLY COBHAM BAND, Billy Cobham, dr Jean-Marie Ecay,g, Fifi Chayeb,b, Christophe Cravero, keys, v, Camelia Ben Naceur, keys, Junior Gill, steel pan/pan cat mallots
- Vieux Farka Touré, Vieux Farka Touré, g, voc Ali Magassa, g, b.voc, Tim Keiper, dr, perc, Mamadou Sidibé, b, b.voc, Souleymane Kané, perc. b.voc
- THE GYPSY QUEENS AND KINGS, Aurel Ionita, v,Aurel Bosnel, horn, Cristel Cantea Cristinel, tp, Georgel Cantea, tuba, Mihai Cristinel, s, cl, Florinel Ionita, accordion, Viorel Oprica, tp, Marian Dinu, dr, Marian Zahanagiu, tb, Andrei Trifan, horn, Miha Enache, perc, Esma Redzepova, Florentina Sandu & Jony Iliev, voc, Aurelia Sandu &Tantzica Ionita, dancer,Antoine Tato Garcia, voc,g, Sabrina Romero, voc, perc, Christ Mailhe, voc, g
- CHEICK TIDIANE SECK, Cheick Titiane Seck, keys, g, voc Guy Nsangue,b, Julien Tekeyan,dr, Guimba KouyatÈ,g, ngoni, tama, Madou KonÈ, djembÈ, calebasse, Fafa Ruffino & Fatou Diawara,b.voc, KabinÈ KouyatÈ , voc
- NOVECENTO GROOVE MACHINE, guests Brian Auger, Dany Gottlieb, Beth Gottlieb, John Etheridge Lino Nicolosi,g, Pino Nicolosi, keys, Rossana Nicolosi,b, Dora Nicolosi, voc, Guests Brian Auger, Hammond, keys, Danny Gottlieb, dr, Beth Gottlieb, perc, John Etheridge
- STILL BLACK, STILL PROUD, An African Tribute to James Brown feat. Pee Wee Ellis, Ty & The Mahotella Queens
- EUMIR DEODATO, EUROPA XPRESS & GABRIELE COMEGLIO w/THE ORCHESTRA DELLA SVIZZERA ITALIANA, Eumir Deodato, p Giorgio Comeglio, Cond. Piero Odorici, s, flute, Dario Cecchini, s, flute, Andreas Giuffredi, tp, fl, Davide Ghidoni, tp, fl, Roberto Rossi, tb, Daniele Santimone, g,  Paolo Ghetti, b, Stefano Paolini, dr, JosË Antonio Molina, perc.
- MONTEVIDEO CONNECTION
- CLAUDIO TADDEI “ENCUENTRO ASESINO”, Claudio Taddei, g, charango, kazoo, voc, Alejandro "Cubano" Reyes, g, Mauro Fiero, b, Italo Pesce, dr, Flaviano Braga, bandoneÚn, accordion, Gustavo “Cheche” Etchenique, perc, Gabriella L¸thi, performer, Guest: La Contrabbanda
- INCOGNITO, Jean Paul (Bluey) Maunick,g, Tony Momrelle, Joy Rose & Vanessa Haynes, voc, Francis Hylton, b, Pete Ray Biggin, dr, Matt Cooper, keys, Sidney Gauld, tp, Dave Williamson, tb, Simon Willescroft,s
- BILL EVANS / ROBBEN FORD: SOULGRASS MEETS BLUES,W/ SPECIAL GUEST ETIENNE MBAPP,Robben Ford,g, Bill Evans,s, Etienne Mbappe,b Ryan Cavanaugh,banjo, Toss Panos, dr
- LEVEL 42, Mark King b, voc, Mike Lindup, keys, voc,  Nathan King g, voc, Sean Freeman, s, voc  , Pete Ray Biggin, dr
- SHIBUSA SHIRAZU ORCHESTRA, Daisuke Fuwa, leader Katayama-san, Sato Han, Kawaguchi Taicho, Komori Keiko, Bana, Kito & Yoshida, s, Tatsumi & Kita, tp, Gideom, tuba, Watabe, MC, Higo Hiroshi, b, Fang Teil & Sacho, g, Yamaguchi, Keys, Ota san, v, Mari, perc, Isobe, dr, Onoaki, b, balloon art, Fujikake, dr, Pero & Sayaka, dance, Sugako & Kae, ochoshi dance, Toyo, Shimo, Shie & Takako, butoh dance.
- KIP HANRAHAN & BAND – “Beautiful Scars”, Kip Hanrahan (director). Xiomara Laugart voc, Yosvanni Terry, s,p, Alfredo Triff, v, Brandon Ross, g, voc, Fernando Saunders, b, voc, Yunior Terry, b, Horacio "El Negro" Hernandez, trap drums, Robby Ameen, trap dr, Richie Flores, perc,
- GIOVANNI ALLEVI
- KHALED “libertè”, Khaled Hadj Brahim, voc, accordeon, Julien Tekeyan, dr, Maurice Zemmour, David Aubaille, & Mustapha Didouh, keys, Alain Perez, g, Bachir Mokari, perc, tarbouka, Abdelouahed Zaim, luthe, g
- TOWER OF POWER, Emilio Castillo, leader,voc,s Stephen "Doc" Kupka,s, David Garibaldi,dr, Francis "Rocco" Prestia,b, Roger Smith,keys, Adolfo Acosta, tp, fl/h, Larry Braggs, voc, Tom Politzer,s, Mic Gillette,tp,tb, Jerry Cortez,g

### 2011
L'edizione del festival del 2011 ha visto partecipare i seguenti artisti:
- OMAR SOSA AFRI-LECTRIC QUINTET, Omar Sosa, p Marque Gilmore, dr, Childo Tomas, b, Peter Apfelbaum, s,Joo Kraus, tp
- OUMOU SANGARE',Oumou SangarÈ, voc Sekou Bah,b, Mamadou Diakite,g, Brehima Diakite, Kamele N'Goni, Aliou Dante,dr, Cheick Oumar Diabate, djembe, Amadou Traore, flute, Dandio Sidibe & Awa Berthe, b.voc
- MEZZOFORTE,Johann Asmundsson (b), Gulli Briem (dr), Eythor Gunnarsson (keys), Oskar Gudjonsson (s), Bruno M¸ller (g), Sebastian Studnizky (tp, keys)
- SANDRO SCHNEEBELI "SCALA NOBILE" Feat. Paul McCandless & Bruno Amstad, Paul McCandless, eng horn,b cl,soprano, Bruno Amstad, voc & human sound effects, Sandro Schneebeli, g, Antonello Messina, accordion, Dudu Penz b, Stephan Rigert, perc, Samuel Baur, dr
- RICARDO LEMVO,Ricardo Lemvo (voc), Gonzalo Rodriguez (b), Fania Rodriguez (p), Desire SommÈ (g), Cachi Acosta (dr, timbales), Leonid MuÒoz (perc), Dre Pelemars (tb), Alex Plumacker (tp), Alain CedeÒo (perc. b.voc)
- PAPA WEMBA, Papa Wemba (Voc), Yves Alain Ndjock (g), Olivier Tshimanga (g), Samba LaobÈ N’Diaye (b), Miriam Betty (b.voc), Patrick Etonde Bebey (p), Carlos Armel Romaric Gbaguidi (dr), Fafa (b.voc), Abraham Mansfarroll Rodriguez (perc)
- TANGOS, Con Martha Argerich and Friends Luis Bacalov, Rafael Gintoli, Nestor Marconi Orchestra della Svizzera italiana diretta da Eduardo Hubert in collaborazione con il PROGETTO MARTHA ARGERICH
- HIROMI: THE TRIO PROJECT featuring Anthony Jackson and STEVE SMITH, Hiromi (p), Steve Smith (dr), Anthony Jackson (b)
- JACK BRUCE & HIS BIG BLUES BAND, Jack Bruce (b, voc, keys) Tony Remy (g), Frank Tontoh (dr), Paddy Milner (keys), Nicholas Cohen (b), Paul Newton (tp), Paul Fisher (tb), Martin Dale (s)
- THE LARRY CARLTON TRIO,Larry Carlton (g) Gene Coye (dr), Travis Carlton (b) Sing the Truth! ANGELIQUE KIDJO, DIANNE REEVES AND LIZZ WRIGHT continue the legacies of Miriam Makeba, Abbey Lincoln and Odetta, Angelique Kidjo (voc), Dianne Reeves (voc), Lizz Wright (voc) Terri Lyn Carrington (dr), Geri Allen (p), Romero Lumbabo (g), James Genus (b), Munyungo Jackson, (perc)
- AFRO CELT SOUND SYSTEM, Simon Emmerson (g,cittern) James McNally (whistles, keys, bodhran) N'faly Kouyate (kora, voc) James Mahon (uilleann pipes, flute) Johnny Kalsi (dhol, tablas, perc) Ian Markin (dr) Babara Bangoura (djembe, talking drum) Demba Barry (Senegalese dancing)
- HUGH MASEKELA “CELEBRATE MAMA AFRIKA” feat. LIRA, THANDISWA, VUSI MAHLASELA, Hugh Masekela - flugelhorn and vocals Lira (voc), Thandiswa (voc), Vusi Mahlasela (voc, g), John Cameron Ward (g), Fana Zulu (b), Randal Skippers (keys), Lee-Roy Sauls (dr) Francis Manneh Fuster (perc)
- VOCALESE: THE MANHATTAN TRANSFER & NEW YORK VOICES, Tim Hauser, Janis Siegel, Cheryl Bentyne e Alan Paul, Darmon Meader, Lauren Kinhan, Peter Elridge e Kim Nazarian
- LARRY GRAHAM & GRAHAM CENTRAL STATION, Larry Graham (b, voc), Ashling Cole(voc), Wilton Rabb(g), David Council(Keys), Jimi Mc Kinney Jr.(Keys), Brian Braziel(dr)
- MARKELIAN KAPEDANI BALKAN TRIO
- TIMNA BRAUER & ELIAS MEIRI
- RATABRA
- JAMES FARM feat. JOSHUA REDMAN
- ROBERT GLASPER EXPERIMENT
- RANDY CRAWFORD & JOE SAMPLE TRIO
- INCOGNITO
- GEORGE GRUNTZ CONCERT JAZZ BAND
- MARIO BIONDI BAND

### 2012
L'edizione del festival del 2012 ha visto partecipare i seguenti artisti:
- DJABE, Tamás Barabás (b), Attila Égerházi (g), Szilárd Banai (dr), Zoltán Kovács (p, keys), Ferenc Kovács trumpet, (v)
- CALIMA, Juan Luis Leprevost (b), Antonio Ramirez (voc, g), Eldys Vega (dr, perc), Cristobal Salazar (Cajon, perc), Juan Osaba (flamenco g), Laura Guillen (dancer, palmas jaleos), Inma Ortiz (voc).
- CHICAGO BLUES: A LIVING HISTORY, Billy Boy Arnold (harm,voc), John Primer (g,voc), Billy Branch (harm,voc), Lurrie Bell (g,voc), Carlos Johnson (g, voc),The Living History Band, Matthew Skoller (harm), Billy Flynn (g), Johnny Iguana (keys), Felton Crews (b), Kenny "Beedy-Eyes" Smith (dr)
- YOUN SUN NAH DUO, Youn Sun Nah (voc) Ulf Wakenius (g)
- AL DI MEOLA WORLD SINFONI with the ORCHESTRA DELLA SVIZZERA ITALIANA, dir. Gabriele Comeglio, Al Di Meola (g) Fausto Beccalossi (accordion), Kevin Seddiki (2.g), Peter Kaszas (dr, perc)
- JUPITER & OKWESS INTERNATIONAL, Jupiter Bokondji Ilola (l. voc, tam-tam), Yende Balamba Bongongo (voc, b), Nelly Eliya Liyenge (voc & shaker/tools), Alberto-Makosa Mapoto Kingunza (dr, perc), Richard Kabanga Kasonga (g), Anderson-Shule Bilomba Mubiayi (b.voc, g), Jeremie Disonama (perc, dr)
- LIZZ WRIGHT AND RAUL MIDÓN, Lizz Wright (voc), Raul Midon (g,voc), Robin Macatangay (g), Brannen Temple (dr), Richard Hammond (b)
- AMADOU & MARIAM, Amadou Bagayoko (g, voc), Mariam Doumbia (voc), Boubacar Dembele (perc), Yao Dembele (b), Yvo Abadi (dr), Charles-Frederik Avot (keys), Tanti Tounkara (b.voc), Aminata Doumbia (b.voc), Mo DJ (dj)
- SHEILA E, Sheila E (perc, voc), Rick Jordan (dr), Marc Van Wageningen (b), Nate Mercereau (g), Mike Blankenship (keys), Joel Behrman (tp, tb), Eddie M (s), Debra Parson (voc)
- DR. JOHN AND THE LOWER 911 feat Jon Cleary, Dr. John (voc,p,organ), John Fohl (g), David Barard (b), John Cleary (keys, g), Raymond Weber (dr), Sarah Morrow (tb)
- STOMPING AND SINGIN’ THE BLUES with David Murray Big Band & Macy Gray, David Murray (s, direction), Macy Gray (voc), Denis Cuni Rodriguez (tb), Trevor Alexander Edwards (tb), Fayyaz Virji (tb), Tony Kofi (as), Chris Biscoe (as), Brian Edwards (ts), Richie Garrison (ts), Lawrence Jones (bs), Noel Langley (tp), Mario Morejon Hernandez (tp), Byron Wallen (tp), Ande Foxx (g), Ranzel Merritt (dr), Jaribu Shahid (b), Marc Cary (p, Hammond B3), Sharelene Hector (b.voc), Ladonna Harley (b.voc)
- RUBÉN BLADES "Cantos y Cuentos Urbanos" World Tour 2012 accompanied by Roberto Delgado Orchestra from Panama, Rubén Blades (l.voc), The Roberto Delgado Orchestra: Roberto Delgado (dir, b, b.voc), Juan Lopez (tp), Alejandro Castillo (tp), Francisco Delvecchio (tb), Idigoras Bethancourt (tb), Avenicio Nuñes (tb), Carlos Perez-Bido (timbales, b.voc), Raul “Toto” Rivera (bongo, campana), Marcos Barraza (congas, b.voc), Juan Berna (p), Luis Becerra (keys), Ademir Berrocal, (dr,b.voc)
- MICHEL CAMILO “Mano a Mano” Trio, Michel Camilo p, Giovanni Hidalgo (perc), Charles Flores (b)
- MORY KANTE, Mory Kante (voc, kora ght be & g), Lydie Onane Zamati (b.voc), Manian Demba (b.voc), Adama Conde (balafon), Thierry Mvie (keys), Thomas Vahle (s,African fl), Ron Meza (tp), Pascal Gachet (tp), Mark Sims (tb), Mamadou Kone (djembe), Mohamed Alpha Camara (congas), Mory KANTE “the second”(g), Sekou Oumar Dioubate (b), Denis Tchangou (dr)
- CHIC feat Nile Rodgers, Nile Rodgers (g), Milton Barnes (b), Ralph Rolle (dr), Folami Ankoanda-Thompson (voc), William Holloman (s), Richard Hilton (keys), Steven Jankowski (tp), Kimberly Davis-Jones (voc), Selan Lerner (keys)
- KURT ELLING
- MARCO CORTESI feat Rick Margitza
- Lisa DOBY
- GILAD ATZMON
- HIROMI:THE TRIO PROJECT feat. Anthony Jackson, Simon Phillips
- MILES SMILES feat. Larry Coryell, Joey DeFrancesco, Wallace Roney, Rick Margitza, Omar Hakim and Ralphe Armstrong
- ESPERANZA SPALDING Radio Music Society
- TAKE 6
- THE TOURE’ – RAICHEL COLLECTIVE Vieux Farka Touré & Idan Raichel Tel Aviv Session

### 2013
L'edizione del festival del 2013 ha visto partecipare i seguenti artisti:
- DIROTTA SU CUBA, Simona Bencini, voc, Stefano De Donato, b, Luca Gelli,g, Leonardo Volo, keys, Francesco Cherubini, dr, Stefano Negri, s, Samuele Cangi, tp
- JEFFERSON STARSHIP,Paul Kantner, g, Richard Newman, dr, David Freiberg, g, Jude Gold, g, Darby Venegas, voc, Chris Smith, keys, b
- THE FAMILY STONE,Gerald Martini s, Cynthia Robinson tp, Gregory Enrico dr, Blaise Sison b, Trina Finn l.voc, Alex Davis keyboard voc, Nathaniel Wingfield, g
- NOMFUSI,Nomfusi Gotyana, voc, Johnny Amoako, keys, Mark Williams, g, Samuel Asafo Adjei, b, Robbie Smith, dr, Sima Anne Marie Mashazi, b.voc
- MIKE STERN / VICTOR WOOTEN BAND,Mike Stern (g), Bob Franceschini (s), Victor Wooten (el. b/voc), Derico Watson (dr/voc)
- OSIBISA,Teddy Osei, s, perc, voc, leader, Colin Graham, tp, Wendell Richardson, g, voc, Greg Kofi Brown, g, voc, Emmanuel Rentzos, keys, Emmanuel Afram, b, Emmanuel Tagoe, perc, Alex Boateng, dr
- FRANCO AMBROSETTI incontra GINO PAOLI,Gino Paoli, voc, p, Franco Ambrosetti, flh, Danilo Rea, p, Franco Cerri, g, Gianluca Ambrosetti, s, Jérôme Regard, b, Daniel Humair, dr
- STEVE WINWOOD, Steve Winwood, Hammond,g,voc, Paul Booth,s,fl,voc, Richard Bailey, dr , Cafe DaSilva, perc, Jose Neto,g
- PFM in CLASSIC da Mozart a Celebration with the ORCHESTRA DELLA SVIZZERA ITALIANA, Dir. PIETRO MIANITI, Franz di Cioccio, voc, dr, Patrick Djivas, b, Franco Mussida, voc, g, with Lucio Fabbri, v, keys, Alessandro Scaglione, keys, Roberto Gualdi, dr
- EDDIE PALMIERI, Eddie Palmieri, keys, leader, Louis Fouché, s, Jonathan Powell, tp, Little Johnny Rivero, congas, Orlando Vega, bongos, Jose Claussell, timbales, Luques Curtis, b
- THE TEMPTATIONS REVIEW feat. Dennis Edwards, Dennis Edwards, lead voc, Dannis Johnson, voc, Chris Arnold, voc, Mike Pattillo, Paul Williams Jr, voc, Ric Archer, g, James McKay, b, Travis Milner, keys, David Camon, keys, Llewellyn Dunn, dr, Raymond Harris horn
- ARTURO SANDOVAL, Arturo Sandoval, tp, Zane Musa, s, Mahesh Balasooriya, p, Dennis Marks, b, Alexis Arce, dr, Fausto Cuevas, perc
- NEW! BRAND NEW HEAVIES, Andrew Levy, b, Simon Bartholomew, g,  Jan Kincaid, dr, Dawn Joseph, voc.
- LUCKY PETERSON, Lucky Peterson, voc, guitar, organ, keys, Tamara Peterson, voc, Shawn Kellerman, g, Tim Waites, b, Raul Valdes, dr, Bill Eden, s, Jeff Taylor, tp, Calvin Sexton, tb
- CLAUDIO TADDEI
- RAPHAEL GUALAZZI
- GINTA, Frank Salis H3O,Defunkt Millennium,Joe Bowie, voc, tb, perc, Vincent Bruijs, sb, s, perc, Adam Knipple, keys, Kim Clarke, b, Tobias Ralph – drums,Carmen Souza,The Vad Vuc feat. Daniele Ronda
- BOB JAMES and DAVID SANBORN,Bob James, p, Davis Sanbord, s, Steve Gadd, dr, Scott Colley, b
- GINO PAOLI "Un incontro in Jazz",Gino Paoli, voc, Flavio Boltro, tb, Danilo Rea, p, Rosario Bonaccorso, b, Roberto Gatto, dr. Guest star: Franco Ambrosetti, fl
- RICHARD GALLIANO "Omaggio a Nino Rota", Richard Galliano, accordeon, Mauro Negri, cl, Nicolas Folmer, tp, Sylvain Leprovost, b, Mattia Barbieri, dr
- JOHNNY CLEGG,Johnny Clegg, voc, g, Mandisa Dlanga, b voc, Andrew Innes, g, mandolin, Barry Vanzyl, dr, Trevor Donjeany, b, Brendan Ross, keys
- THE LARRY CARLTON QUARTET, Larry Carlton, g, Travis Carlton, b, Dennis Hamm, keys, Marcus Finnie, dr

### 2014
L'edizione del festival del 2014 ha visto partecipare i seguenti artisti:
- Troker,Samo Gonzàlez,b, Frankie Mares, dr,perc, Gil Cervantes,tp, Christian Jimenez, Arturo El Tiburan Santilles,s, DJ Zero, decks
- Angelique Kidjo con l'Orchestra della Svizzera Italiana, Diretta da Gast Waltzing
- Red Hot Chilli Pipers, Kevin MacDonald (Bagpipes), William Armstrong, Bagpipes, Gordon McCance, Bagpipes, Benjamin Holloway,g, Alan McGeoch,b, Steven Black,dr, Grant Cassidy, Marching Snare, Gary Oà¢â‚¬â„¢Hagan, keys
- Toguna, leader,g, slide g, voc, "Daoud", voc, kayamb, cajon, Kingsley Dinnaram,g, Didier Ker Grain,b, Vincent Bellec,dr
- Ibrahim Maalouf "Illusions", Ibrahim Maalouf, tp, Laurent David, b, Stephane Galland, dr, Frank Woeste, keys, Francois Delporte,g, Youenn Le Cam, Biniou,fl,tp, Yann Martin, tp, Martin Saccardy, tp
- Eric Burdon & The Animals, Eric Burdon, voc, Billy Watts,g, Red Young, Hammond B3,keys, Tony Braunagel,dr, Wally Ingram, perc,Terry Wilson,b
- Gregory Porter ,Gregory Porter, voc, Emmanuel Harold, dr, Chip Crawford, p, Yosuke Sato,s, Aaron James,b
- Joe Colombo, Vic Vergeat, Andrea Bignasca, Vic Vergeat,g, Joe Colombo,g, Andrea Bignasca,g
- Morcheeba, Skye,voc, Ross Godfrey,g, Steve Gordon,b, Richard Milner, keys, Martin Carling,dr, James Anthony, DJ
- Sun Ra Centennial Dream Arkestra; Marshall Allen, as,fl,electric valve instrument,kora,, Knoel Scotts,as,voc,perc, Abshalom Ben Shlomo, s,cl, Charles Davis,ts, James Stewart, ts, Danny Ray Thompson, bs,fl, Michael Ray, tp,voc, Cecil Brooks,tp, Vincent Chancey, french horn,Craig Harris, tb, Dave Davis,tb, David Hotep,g, Nina Bogomas,harp,Tara Middleton,v,voc, Owenà¢â‚¬Å“Fiidlaà¢â‚¬ÂBrown,v, George Burton,viola, Kash Killion, cello, sarangi, bolong, Farid Baron,p,synth, Tyler Mitchell,b, Craig Haynes,dr, Ron McBee, perc, Elson Nascimento, perc, Chandra Washington, voc,dance, Wisteria Moondew, dance
- SINEAD O'CONNOR - THE VISHNU ROOM,Sinead O'Connor, lead voc, Graham Henderson, keys, Graham Kearns,g, John Reynolds,dr, Clare Kenny,b, Brooke Supple,g
- Snarky Puppy, feat. N'Dambi, Malika Tirolien, Shayna Steele, Magda Giannikou Michael League,b, Robert "Sput" Searight, dr, Nate Werth, perc, Bob Lanzetti, g, Bill Laurance, keys, Cory Henry, keys, Mike "Maz" Maher, tp, Chris Bullock, s, Evan Weiss, tp
- Smum Big Band, Conductor Gabriele Comeglio, feat. Massimo Lopez, Simona Bencini, Claudio Taddei, 20 years celebration concert, Gabriele Comeglio, Olmo Antezana, Piero Canino, Pierluigi Altea, Giovanna Carroccetto (sax), Emilio Soana, Alessio Canino, Lorenzo Medici, Michele Giambonini (tp), Danilo Moccia, Francesco Negrisolo, Marco Gadda, Enrico Del Prato (tb), Mario Rusca (p), Giorgio Meuwly (g), Marco Cont (b), Guido Parin (dr).
- LiV WARFIELD featuring The NPG Hornz, LiV Warfield (voc); , Ashley Minniweather, Saeeda Wright (b.voc), Marcus Anderson, Adrian Crutchfield, Keith Anderson (s); BK Jackson (s,bs); Sly Onyejiake (bs); Steve Reid, Lynn Grissett (tp); Roy Agee, Joey Rayfield (tb); Ryan Waters (g); Chris Turner (keys); Marquay Seamster (b); Joey Williams (dr).
- YOUSSOU N'DOUR & LE SUPER ETOILE DE DAKAR, Youssou N'Dour, voc, Abdoulaye Lo,dr, Moustapha Gaye,g, Pape Oumar Ngom,g, Assane Thiam, tama, Babacar Faye, perc, El Hadji Faye, perc, Birame Dieng, b.voc, Pascale Kameni Camga, b.voc, Moustapha, Faye, keys,Jean Jacques Obam Edjoo,b, Alain Oyono, s, Pape Moussa Sonko, dance, perc.
- DIANNE REEVES, Beautiful Life,Dianne Reeves, voc; Romero Lubambo, g; Reginald Veal, b; Terreon Gully, dr
- CANDY DULFER, Candy Dulfer, s, voc; DJ Kikke, dr, DJ; Manuel Hugas, b; Ulco Bed, g; Andy Ninvalle, rap, MC; Ricardo Burgrust, voc
- THE STANLEY CLARKE BAND, Stanley Clarke, b; Beka Gochiashvili, p; Cameron Graves, Keys; Michael Mitchell, dr
- STANLEY JORDAN, Special Guest TEODORA ENACHE
- BILL EVANS & HIS SOULGRASS BAND, Bill Evans, s, kes, voc; Dave Anderson, b; Josh Dion, dr; Mitch Stein, g, voc; Ryan Cavanaugh, el. Banjo
- MICHEL CAMILO E TOMATITO
- OPENING ACT: CHARLIE ROE & THE WASHING MACHI